# Rio Blaise (Marne)
Blaise (Marne) (em francês:  la Blaise) é um rio localizado na França. Tem 85,7 km de comprimento e fica nos departamentos de Haute-Marne e Marne A sua nascente fica perto de Gillancourt. Corre maioritariamente para noroeste sendo afluente pela margem esquerda do rio Marne, em Arrigny.

## Départementse comunas ao longo do seu curso
- Haute-Marne: Gillancourt, Blaisy, Juzennecourt, Lachapelle-en-Blaisy, Lamothe-en-Blaisy, Colombey-les-Deux-Églises, Curmont, Guindrecourt-sur-Blaise, Daillancourt, Bouzancourt, Cirey-sur-Blaise, Arnancourt, Doulevant-le-Château, Dommartin-le-Saint-Père, Courcelles-sur-Blaise, Dommartin-le-Franc, Ville-en-Blaisois, Doulevant-le-Petit, Rachecourt-Suzémont, Vaux-sur-Blaise, Montreuil-sur-Blaise, Brousseval, Wassy, Attancourt, Louvemont, Allichamps, Humbécourt, Éclaron-Braucourt-Sainte-Livière
- Marne: Landricourt, Sainte-Marie-du-Lac-Nuisement, Hauteville, Écollemont, Arrigny